# Гірінг (Небраска)
Гірінг (англ. Gering) — місто (англ. city) в США, адміністративний центр округу Скоттс-Блафф штату Небраска. Населення — 8564 особи (2020).

## Географія
Гірінг розташований за координатами 41°49′39″ пн. ш. 103°39′53″ зх. д. / 41.82750° пн. ш. 103.66472° зх. д. (41.827515, -103.664860). За даними Бюро перепису населення США в 2010 році місто мало площу 11,13 км², уся площа — суходіл.

## Демографія
Згідно з переписом 2010 року, у місті мешкало 8500 осіб у 3361 домогосподарстві у складі 2278 родин. Густота населення становила 763 особи/км². Було 3601 помешкання (323/км²).
Расовий склад населення:
| - 89,6 % — білих - 1,5 % — корінних американців - 0,6 % — чорних або афроамериканців - 0,4 % — азіатів - 0,1 % — вихідців з тихоокеанських островів - 5,5 % — осіб інших рас |

До двох чи більше рас належало 2,4 %. Частка іспаномовних становила 17,2 % від усіх жителів.
За віковим діапазоном населення розподілялося таким чином: 25,6 % — особи молодші 18 років, 57,3 % — особи у віці 18—64 років, 17,1 % — особи у віці 65 років та старші. Медіана віку мешканця становила 38,7 року. На 100 осіб жіночої статі у місті припадало 88,2 чоловіків; на 100 жінок у віці від 18 років та старших — 84,2 чоловіків також старших 18 років.
Середній дохід на одне домашнє господарство становив 66 571 долар США (медіана — 49 488), а середній дохід на одну сім'ю — 78 790 доларів (медіана — 56 558). Медіана доходів становила 41 544 долари для чоловіків та 34 233 долари для жінок. За межею бідності перебувало 7,7 % осіб, у тому числі 11,0 % дітей у віці до 18 років та 5,6 % осіб у віці 65 років та старших.
Цивільне працевлаштоване населення становило 4138 осіб. Основні галузі зайнятості: освіта, охорона здоров'я та соціальна допомога — 26,5 %, роздрібна торгівля — 12,7 %, фінанси, страхування та нерухомість — 8,7 %, будівництво — 8,7 %.

## Міста-побратими
- Баміан, Афганістан[7]